# Hélio Rosas
Hélio César Rosas (Pindamonhangaba, 24 de março de 1929 — São Paulo, 8 de fevereiro de 2022) foi um político brasileiro. Exerceu o mandato de deputado federal constituinte em 1988. Foi bacharel em Direito, empresário, contador e funcionário público.

## Carreira
Em 1948, formou-se em contabilidade na Escola Paulista, e ingressou no serviço público como agente fiscal de rendas da Secretaria da Fazenda de São Paulo em 1951. Filiado ao Partido Trabalhista Nacional (PTN) em 1954, foi eleito vereador de Assis em outubro do mesmo ano. Com a promulgação do Ato Institucional nº 2 (AI-2), em outubro de 1965, que instaurou o bipartidarismo, filiou-se ao Movimento Democrático Brasileiro (MDB), que fazia oposição à ditadura militar.
Formado em Direito nas Faculdades Metropolitanas Unidas, foi eleito deputado estadual pelo MDB. Na ALESP, presidiu a Comissão de Finanças e Orçamento e foi secretário da Assembleia Legislativa. Foi reeleito em novembro de 1978. Após o retorno do pluripartidarismo no Brasil, ingressou no Partido do Movimento Democrático Brasileiro (PMDB), substituto do MDB. Após sua reeleição em 1982, presidiu de 1985 a 1987, a seccional da União Parlamentar Interestadual.
Em 1986, foi candidato a deputado federal constituinte, ficando como primeiro suplente. Assumiu o mandado na Assembleia Nacional Constituinte em março de 1987, sendo reeleito em 1990. Foi vice-presidente do Grupo Interparlamentar Brasil-Venezuela. Em 1993, tornou-se vice-líder da bancada do PMDB e foi presidente do Grupo Interparlamentar Brasil-China. Por indicação, também presidiu a Associação Nacional de Defesa dos Direitos das Vítimas de Criminalidade, até 1995.
Reeleito em 1994, fez parte da Frente Parlamentar Sucroalcooleira em 1996. Como coordenador da frente, negociou com o governo federal um pacote de medidas a favor de interesses dos produtores de álcool e cana de açúcar, buscando a revitalização do Programa Nacional do Álcool (Próálcool), linhas de crédito do Banco Nacional do Desenvolvimento Econômico e Social (BNDES) e a renegociação das dívidas de usineiros com o Banco do Brasil. Esteve entre os fundadores do movimento São Paulo na União, criado para defender os interesses do estado no Congresso Nacional. Deixou a Câmara no fim do mandato, em 1999.
Foi empresário do setor de comunicações, era proprietário da Rádio Difusora de Assis, e publicou Constituição, povo e democracia (1986) e O cérebro abandonado (1994). Morreu em 8 de fevereiro de 2022, aos 92 anos de idade.